# マジカル・トロッコ・アドベンチャー
『マジカル・トロッコ・アドベンチャー』（Magical Truck Adventure）は、セガが1998年12月に発売したアーケードゲーム。開発は、セガの第3AM研究開発部（略称：AM3研）である。

## 概要
「手漕ぎ式トロッコを漕ぐ」という独特の操作系を導入した、大型筐体の体感ゲームである。筐体のレバーを上下に往復させて画面内のトロッコを動かし、足下のフットペダルを使って障害物や攻撃を回避しながら、敵キャラのトロッコを追いかけたり、それから逃げたりして（いわゆる鬼ごっこのルール）、「不思議な石」を取り戻すことが目的である。障害物にぶつかったり攻撃を受けたりすると、画面下部のダメージゲージが溜まっていき、それがいっぱいになるとトロッコが壊れてゲームオーバーとなる（コンティニューすることはできず、そこでプレイ終了となる）。
各ステージ後半で展開される鬼ごっこの成功・失敗によって、次に進むステージが分岐され、マルチエンディングが用意されているのも特徴の一つである。このため、いくら鬼ごっこに失敗したとしても、ダメージゲージがいっぱいとならない限り、途中でゲームオーバーとはならない。
各ステージの明確な制限時間は表示されないが、しばらく操作しないでいると、飛来物が次々とトロッコにぶつかってきて、ダメージゲージが溜まるようになっている。これにより、放置された場合には自動的にゲームオーバーとなる。
ゲームオーバーやエンディングの後には、プレイヤー2人の相性度（1人プレイの場合は達成度）がパーセンテージで表示される。
2人同時プレイができるように、筐体にはレバーとペダルが、それぞれ左右に2つずつ備わっているのが特徴である。他にスタートボタンが左右2つ配置されている。料金投入後に片方だけのボタンを押せば、1人プレイとなり（ボタンを押した側のレバー・ペダルを操作する。もう片側はコンピュータが自動的に操作する）、両方のボタンを押せば2人プレイとなる。
注意すべき点として、1人プレイ・2人プレイともプレイ料金は同じである。1人プレイの最中であっても、もう一方のスタートボタンを押すだけで2人プレイに切り替わり、追加料金なしで途中参加が可能である。

## 操作方法
- レバー
上下に往復させることでトロッコが進み、速めに大きく漕げばスピードも上がる。どの程度のスピードが出ているかは、画面の左右両端にあるゲージで表示される。場面によっては、速く漕ぐことが要求されるところもある。
- フットペダル
2人同時に踏むとジャンプする。片方だけ踏むと、踏んだ方にトロッコが傾いて片輪走行する。これらは、段差を飛び越えたり、障害物や攻撃をかわしたりするために必要な動作である。これらの動作を要する時には、直前に画面上で指示がなされる。

## ストーリー
草原でくつろいでいた少年・ロイの前に、突然不思議な光が出現した。その中から飛び出してきたのは、異国の少女・アルマ、そして彼女を追いかける悪者のモミーとマローだった。2人はアルマの持っていた石を奪いトロッコで逃走してしまう。
その石は時空間を自在に移動できる不思議な力を持っており、それが悪用される事をアルマは恐れていた。このままでは歴史がモミーとマローに支配されてしまう。
奪われた石を取り返す為、ロイとアルマはトロッコでモミー達の後を追いかけるのだった。

## キャラクター
- ロイ（ROY）
本作の主人公で、筐体左側の操作キャラクター。鉄道員である父親の仕事を手伝いつつも冒険へ旅立つことを夢見ている、正義感の強い少年。最初のステージは彼の住む町である。
- アルマ（ALMA）
本作のヒロインで、筐体右側の操作キャラクター。純粋で美しい心を持ち、逆境に負けない芯の強さがある異国の少女。太古から受け継がれてきた不思議な石を守っている。一部のバッドエンディングではモミー達に連れ去られてしまう。
- モミー（MOMMY）
本作の悪役。アルマが持っていた不思議な石の力を悪用し、歴史を塗り変えて世界を意のままにしようと企む。自称「頭脳派」。大きなもみあげと赤いスーツが特徴的。
- マロー（MARROW）
モミーの従順な手下であるが、実はその目的が何かをいまいち理解できていない。体格が大きく、力技でロイたちの行く手を阻む。モミーの事を「兄貴」と呼んでいる。

## ステージ
このゲームは、ゲームオーバーにならずにステージを完走すれば、次のステージに進むことができる（この時にダメージゲージが少しだけ回復する）。ただし、各ステージ後半で展開される鬼ごっこの成功・失敗次第で、進むステージが分岐される。このため、全部で6ステージが用意されているが、1回でプレイできるのは最大3ステージとなる。最終的にはグッドエンディングとバッドエンディングの4種類のエンディングが用意されている。
ステージ1
- ロイの住む町（ROY'S HOME）

ステージ2
- サファリ（SAFARI）
- 南の海（SOUTH SEA）

ステージ3
- 未来都市（FUTURISTIC CITY）
- ファンタジー（FANTASY）
- 恐竜世界（DINOSAUR WORLD）

## その他
- 稼働開始が12月だったことから、ゲーム内の設定には「クリスマスモード」が存在する。設置店舗によってはクリスマスシーズンになると、このモードに設定されることがある。このクリスマスモードでは、キャラクターの衣装がクリスマス仕様に変更され、デモ画面（遊び方の説明）では雪が降るとともにBGMが通常モードと異なる、といった変更が加えられている。
- プレイ終了後に相性度が測定されるため、カップル向けゲームとアピールされることもあった。なお、2人プレイによる相性度の測定システムは、本作と同じセガAM3研の開発作品（ヒットメーカー時代含む）でも、『ロスト・ワールド/ジュラシック・パーク』や『コンフィデンシャルミッション』、『Let's Go JUNGLE!』などで採用されている。
- セガAM3研では以前にも、トロッコを題材としたガンシューティングゲーム『レールチェイス』『レールチェイス2』を制作している。本作もロケテストの段階までは、これらのシリーズの続編とされていた。

## 主なスタッフ
- プロデューサー・ディレクター：熊谷美恵
- プログラマー：呉田武司
- アートディレクター：家泉享吏
- キャラクターデザイン：寺田道成
- サウンドプロデューサー：松村誠一郎、小林千穂
- キャビネットデザイナー：岩瀬成幸、津田公生

## 関連作品
- マジカル・トロッコ・アドベンチャー オリジナル・サウンドトラック（作曲：松村誠一郎、小林千穂 / 1999年4月7日 / 発売：マーベラスエンターテイメント / 販売：ポニーキャニオン）[2]